# زاميا ستاندلية
زاميا ستاندلية (الاسم العلمي:Zamia standleyi) هي نوع من النباتات تتبع جنس الزاميا من الفصيلة الزامية.